# Ecnomus yuleae
Ecnomus yuleae is een schietmot uit de familie Ecnomidae. De soort komt voor in het Oriëntaals gebied.